# Allen Klein
Allen Klein (Newark (New Jersey), 18 december 1931 - New York, 4 juli 2009) was een Amerikaans zakenman, die zijn bekendheid vooral te danken heeft aan zijn activiteiten als financieel adviseur en manager van popmuzikanten in de jaren zestig van de 20e eeuw. Hij heeft zowel The Beatles als The Rolling Stones en ook Sam Cooke als manager onder zijn hoede gehad.

## Levensloop

### Vroege carrière
Klein volgde een opleiding tot boekhouder en studeerde af in 1957. Kort daarna trouwde hij met Betty Rosenblum.
In 1959 leerde hij de zanger Bobby Darin kennen. Klein vroeg of hij naar Darins afrekeningen mocht kijken. Naar aanleiding van zijn bevindingen wist Klein wat extra geld los te krijgen bij Darins platenmaatschappij Atlantic Records. Achteraf deed hij het voorkomen of hij veel meer bereikt had. Al spoedig vroegen andere artiesten hem of hij voor hen hetzelfde wilde doen.
In 1963 ontmoette Klein de zanger Sam Cooke. Op diens verzoek bekeek hij hoeveel platenmaatschappij RCA Records eigenlijk aan Cooke verdiende. Op grond van zijn bevindingen kon hij voor Cooke een veel gunstiger contract bedingen, niet in de laatste plaats door te dreigen met een overstap naar concurrent Columbia Records, die Cooke graag wilde overnemen. Klein zette een lege BV op met Cooke als werknemer, zodat hij als diens manager kon optreden. Na Cookes dood in december 1964 hield Klein daaraan de rechten op de platenopnamen van Sam Cooke over. Na het succes met Cooke rees Kleins ster snel. Onder de artiesten voor wie hij betere contracten uit het vuur sleepte, waren The Dave Clark Five, The Animals, The Kinks, Herman's Hermits, Lulu, Donovan en Pete Townshend van The Who. Ook Andrew Oldham, de manager van The Rolling Stones, riep zijn hulp in. Zowel bij Decca Records, die hun Engelse platen uitbracht, als bij London Records, hun Amerikaanse platenmaatschappij, wist hij er aanzienlijk gunstiger platencontracten uit te slepen.

### The Rolling Stones
In 1965 werd Klein manager van The Rolling Stones, naast Oldham. Toen Oldham wegens zijn drugsgebruik en botsingen met de wet een steeds groter probleem werd voor de groep, nam Klein zijn taken over. In 1968 kocht hij Oldham uit.
In 1969 werd kort na Brian Jones ook Klein ontslagen bij The Rolling Stones. Mick Jagger en Keith Richards gingen zelf produceren, onder de naam The Glimmer Twins. De financiële zaken van de groep werden voortaan waargenomen door Prins Rupert Loewenstein, eigenaar van een zakenbank, die de groep al eerder advies had uitgebracht over methoden om zo weinig mogelijk belasting te betalen. Dankzij zijn adviezen gingen de leden van de groep buiten Engeland wonen. Een echte manager had de groep niet meer. Klein hield aan zijn managerschap wel de rechten op alle platenopnamen van de groep tot en met 1969 over, iets dat de groep pas merkte na zijn vertrek. Dat leverde in de volgende jaren veel conflicten op tussen hem en de groep.

### The Beatles
In 1967 overleed Brian Epstein, de manager van The Beatles. De groep zette Apple Corps op als moedermaatschappij van Apple Records en vier minder belangrijke dochters. In de eerste tijd was Apple een zorgenkindje. Klein solliciteerde naar de functie van manager. Buiten de andere leden van de groep om tekenden John Lennon en Yoko Ono in 1969 een contract met hem. Klein werd hun persoonlijke adviseur. Ook George Harrison en Ringo Starr lieten zich overhalen om Klein tot manager van The Beatles te benoemen. Paul McCartney hield zijn reserves tegenover Klein. Met Neil Aspinall, die directeur van Apple werd om daar orde op zaken te stellen, had Klein vele competentieconflicten.
Klein kocht Clive Epstein, de broer van Brian, die diens aandeel in de inkomsten van The Beatles had geërfd, uit. Onderhandelingen met Northern Songs Ltd., het bedrijf dat hun muziek uitgaf, liepen echter op niets uit. Wel sloot Klein een voordeliger contract met EMI Music, eigenaar van hun voormalige platenmaatschappij Parlophone, en Capitol Records, die de Amerikaanse platen van de groep uitbracht. EMI kreeg echter wel het recht om verzamelalbums uit te brengen, iets dat Brian Epstein altijd had tegengehouden. Het eerste werd Hey Jude in 1970.
Allen Klein was degene die tegen de zin van Paul McCartney doordrukte dat opnames uit de Get Back-sessies werden bewerkt door Phil Spector en uitgebracht als het album Let It Be. Het resultaat was het uiteenvallen van de groep in 1970. Terzelfder tijd kreeg Klein problemen met de Amerikaanse belastingdienst.
Daarna behartigde hij nog een tijdlang de belangen van John Lennon, George Harrison en Ringo Starr. Hij speelde een belangrijke rol bij de organisatie van The concert for Bangladesh in 1971. Maar ook Lennon, Harrison en Starr raakten op den duur in hem teleurgesteld en braken met hem. Vooral de ondoorzichtige manier waarop Klein omging met de opbrengsten van het concert voor Bangladesh wekte wrevel.  In 1974 deed Lennon een scherpe aanval op Klein in zijn liedje Steel and Glass. McCartney voerde, met hulp van Aspinall, een lange reeks rechtszaken tegen Klein.

### Latere carrière
Eind 1967 werd Klein eigenaar van het Amerikaanse platenlabel Cameo-Parkway, waarvan hij de naam veranderde in Abkco (Allen & Betty Klein and COmpany). Het label bestaat nog steeds, maar houdt zich de laatste jaren vooral bezig met het uitbrengen van geremasterde uitgaven van nummers uit de jaren vijftig en zestig. Bij Abkco berusten nu de rechten van de oude nummers van The Rolling Stones. Dat merkte de Britse band The Verve toen die in 1997, met toestemming van Decca, een sample van de orkestrale versie van het Stones-nummer The Last Time gebruikte voor zijn eigen nummer Bitter Sweet Symphony. Toen dat nummer een hit werd, klaagde Allen Klein de groep aan wegens schending van zijn rechten. Om een lang en duur proces te voorkomen schonk de groep de rechten van het nummer aan Allen Kleins Abkco Music. Pas in 2019 schonken de Rolling Stones het recht op royalty's op het nummer weer terug aan The Verve.
Vanaf 1988 nam Klein enkele jaren de zakelijke belangen van Phil Spector waar. Daarnaast trad hij op als filmproducent. De film naar aanleiding van het project Concert for Bangladesh is de bekendste. Daarnaast produceerde hij vier spaghettiwesterns. In een daarvan, Blindman, speelt Ringo Starr de rol van bandiet. The Greek Tycoon is gebaseerd op het leven van Aristoteles Onassis en Jacqueline Kennedy.
Vanaf zijn veertigste levensjaar leed Klein aan suikerziekte en hartproblemen Hij overleed op 4 juli 2009 aan de gevolgen van de ziekte van Alzheimer.
In juni 2015 publiceerde de Amerikaanse journalist Fred Goodman een biografie van Klein: Allen Klein, The Man Who Bailed Out the Beatles, Made the Stones, and Transformed Rock & Roll, Houghton Mifflin Harcourt, Back Bay (ISBN 978-0-547-89686-1).